# Olympische Sommerspiele 1936/Schwimmen – 200 m Brust (Männer)
Der Schwimmwettkampf über 200 Meter Brust der Männer bei den Olympischen Spielen 1936 in Berlin wurde am 13. und 15. August ausgetragen. Olympiasieger wurde der Japaner Hamuro Tetsuo. Silber ging an den Deutschen Erwin Sietas und Bronze gewann Hamuros Landsmann Reizō Koike.

## Rekorde
Vor Beginn der Olympischen Spiele waren folgende Rekorde gültig.
| Weltrekord         | 2:37,2 min | John Kasley | New Haven, Vereinigte Staaten   | 28. März 1936   |
| Olympischer Rekord | 2:44,9 min | Reizō Koike | Los Angeles, Vereinigte Staaten | 12. August 1932 |

Folgende neue Rekorde wurden aufgestellt:
| Olympischer Rekord | 2:41,5 min | Hamuro Tetsuo | Finale    |
| Olympischer Rekord | 2:42,5 min | Hamuro Tetsuo | Vorlauf 1 |

## Ergebnisse

### Vorläufe
Die Vorläufe wurden am 13. August ausgetragen. Die drei besten Athleten eines jeden Laufs sowie der zeitschnellste Viertplatzierte aller Läufe qualifizierten sich für das Halbfinale.
Lauf 1
| Rang | Athlet             | Nation             | Zeit       | Anm.  |
| ---- | ------------------ | ------------------ | ---------- | ----- |
| 1    | Hamuro Tetsuo      | Japan              | 2:42,5 min | QQ OR |
| 2    | Erwin Sietas       | Deutsches Reich    | 2:44,6 min | QQ    |
| 3    | Raymond Kaye       | Vereinigte Staaten | 2:48,5 min | QQ    |
| 4    | Jikirum Adjaluddin | Philippinen        | 2:50,2 min | qq    |
| 5    | Julius Edgar Arp   | Brasilien          | 3:02,6 min |       |
| DNS  | Paul Schütz        | Schweiz            |            |       |

Lauf 2
| Rang | Athlet         | Nation             | Zeit       | Anm. |
| ---- | -------------- | ------------------ | ---------- | ---- |
| 1    | Saburō Itō     | Japan              | 2:45,8 min | QQ   |
| 2    | Joachim Balke  | Deutsches Reich    | 2:46,4 min | QQ   |
| 3    | John Kasley    | Vereinigte Staaten | 2:54,4 min | QQ   |
| 4    | Erik Skou      | Dänemark           | 2:57,6 min |      |
| 5    | Percy Belvin   | Bermuda            | 3:09,8 min |      |
| 6    | Albert Puddy   | Kanada             | 3:10,2 min |      |
| DNS  | Auguste Keel   | Schweiz            |            |      |
| DNS  | Sandor Barocsy | Ungarn             |            |      |

Lauf 3
| Rang | Athlet                  | Nation             | Zeit       | Anm. |
| ---- | ----------------------- | ------------------ | ---------- | ---- |
| 1    | John Higgins            | Vereinigte Staaten | 2:48,8 min | QQ   |
| 2    | Arsad Alpad             | Philippinen        | 2:52,6 min | QQ   |
| 3    | Finn Jensen             | Dänemark           | 2:55,7 min | QQ   |
| 4    | Antônio Luiz dos Santos | Brasilien          | 2:56,8 min |      |
| 5    | Mohamed Hassanein       | Ägypten            | 2:58,9 min |      |
| DSQ  | Jorge Berroeta          | Chile              |            |      |
| DNS  | Karl Schäfer            | Österreich         |            |      |

Lauf 4
| Rang | Athlet           | Nation           | Zeit       | Anm. |
| ---- | ---------------- | ---------------- | ---------- | ---- |
| 1    | Leonard Spence   | Bermuda          | 2:52,0 min | QQ   |
| 2    | Gerald Clawson   | Kanada           | 2:54,7 min | QQ   |
| 3    | Felix Erbert     | Tschechoslowakei | 2:55,7 min | QQ   |
| DSQ  | Carlos Reed      | Chile            |            |      |
| DNS  | Filippo Schembri | Malta            |            |      |
| DNS  | Conrado Kuhn     | Peru             |            |      |
| DNS  | Ferenc Csík      | Ungarn           |            |      |

Lauf 5
| Rang | Athlet            | Nation          | Zeit       | Anm. |
| ---- | ----------------- | --------------- | ---------- | ---- |
| 1    | Reizō Koike       | Japan           | 2:43,8 min | QQ   |
| 2    | Teófilo Yldefonso | Philippinen     | 2:47,4 min | QQ   |
| 3    | Arthur Heina      | Deutsches Reich | 2:48,5 min | QQ   |
| 4    | Hans Malmström    | Dänemark        | 2:56,5 min |      |
| DNS  | Hans Girg         | Österreich      |            |      |
| DNS  | Kurt Zimmermann   | Schweiz         |            |      |

### Halbfinale
Das Halbfinale wurde am 14. August ausgetragen. Die ersten drei Athleten eines jeden Laufs sowie der zeitschnellste Viertplatzierte qualifizierten sich für das Finale.
Halbfinale 1
| Rang | Athlet             | Nation             | Zeit       | Anm. |
| ---- | ------------------ | ------------------ | ---------- | ---- |
| 1    | Reizō Koike        | Japan              | 2:44,5 min | QQ   |
| 2    | Joachim Balke      | Deutsches Reich    | 2:45,4 min | QQ   |
| 3    | Saburō Itō         | Japan              | 2:45,5 min | QQ   |
| 4    | Raymond Kaye       | Vereinigte Staaten | 2:49,2 min |      |
| 5    | Jikirum Adjaluddin | Philippinen        | 2:54,0 min |      |
| 6    | Arsad Alpad        | Philippinen        | 2:54,6 min |      |
| 7    | Finn Jensen        | Dänemark           | 2:54,8 min |      |
| 8    | Gerald Clawson     | Kanada             | 2:55,6 min |      |

Halbfinale 2
| Rang | Athlet            | Nation             | Zeit       | Anm. |
| ---- | ----------------- | ------------------ | ---------- | ---- |
| 1    | Hamuro Tetsuo     | Japan              | 2:43,4 min | QQ   |
| 2    | John Higgins      | Vereinigte Staaten | 2:44,0 min | QQ   |
| 3    | Erwin Sietas      | Deutsches Reich    | 2:44,8 min | QQ   |
| 4    | Teófilo Yldefonso | Philippinen        | 2:46,8 min | qq   |
| 5    | Arthur Heina      | Deutsches Reich    | 2:47,3 min |      |
| 6    | John Kasley       | Vereinigte Staaten | 2:53,4 min |      |
| 7    | Felix Erbert      | Tschechoslowakei   | 2:53,5 min |      |
| DSQ  | Leonard Spence    | Bermuda            |            |      |

### Finale
15. August 1936
| Rang | Athlet            | Nation             | Zeit          |
| ---- | ----------------- | ------------------ | ------------- |
| 1    | Hamuro Tetsuo     | Japan              | 2:41,5 min OR |
| 2    | Erwin Sietas      | Deutsches Reich    | 2:42,9 min    |
| 3    | Reizō Koike       | Japan              | 2:44,2 min    |
| 4    | John Higgins      | Vereinigte Staaten | 2:45,2 min    |
| 5    | Saburō Itō        | Japan              | 2:47,6 min    |
| 6    | Joachim Balke     | Deutsches Reich    | 2:47,8 min    |
| 7    | Teófilo Yldefonso | Philippinen        | 2:51,1 min    |